# Römisches Brandgräberfeld Scharfbillig
Koordinaten: 49° 55′ 27″ N, 6° 32′ 12″ O
Das Römische Brandgräberfeld Scharfbillig ist ein römisches Grabfeld in der Ortsgemeinde Scharfbillig im Eifelkreis Bitburg-Prüm in Rheinland-Pfalz.

## Beschreibung
Das Gebiet um Scharfbillig weist mehrere historische Grabstellen auf, darunter zwei römische Brandgräberfelder. Diese liegen unweit der heutigen B 51 von Bitburg nach Trier.
Die beiden Brandgräberfelder lassen sich als römerzeitlich einordnen.

## Archäologische Befunde

### Brandgräberfeld 1
Dieses befindet sich südwestlich von Scharfbillig direkt an der B 51. Im Jahre 1957 fand man bei Bauarbeiten 15 bis 20 behauene Grabkisten aus rotem Sandstein. Innerhalb der Kisten fanden sich zudem noch Reste der Urnen. Aufgrund der Lage geht man von einem Brandgräberfeld direkt an der damaligen römischen Straße von Bitburg nach Trier aus.

### Brandgräberfeld 2
Dieses Brandgräberfeld befindet sich nordwestlich von Scharfbillig auf dem Gelände des Flugplatzes Bitburg. 1910 entdeckte man mehrere Bestattungen, die jedoch bei Bauarbeiten zerstört wurden. Einige Funde wie Keramik, Lampen und Münzen konnten noch geborgen werden. Die genaue Fundstelle ist heute nicht mehr lokalisierbar.

## Erhaltungszustand und Denkmalschutz
Die beiden römischen Brandgräberfelder wurden im Zuge der Bauarbeiten teils zerstört und teils geborgen, sodass sie nicht mehr vor Ort erhalten sind.
Die Gräberfelder sind als eingetragenes Kulturdenkmal im Sinne des Denkmalschutzgesetzes des Landes Rheinland-Pfalz (DSchG) unter besonderen Schutz gestellt. Nachforschungen und gezieltes Sammeln von Funden sind genehmigungspflichtig, Zufallsfunde an die Denkmalbehörden zu melden.